# Dina Zinnes
Dina Antje Zinnes (* 14. November 1935 in Oldenburg (Oldb)) ist eine US-amerikanische Politikwissenschaftlerin und emeritierte Professorin an der University of Illinois.

## Leben
Als Kleinkind emigrierte Dina Zinnes 1937 aus Deutschland in die USA. Sie studierte an der Michigan State University, wo sie 1957 den Bachelor und 1959 den Master in Politikwissenschaften erlangte. Im gleichen Fach wurde sie 1963 an der Stanford University zum Ph. D. promoviert. Ihre Dissertation behandelte „Expression and Perception of Hostility in Inter-state Relations“. 1964 begann sie an der Indiana University Bloomington zu lehren und hatte dort ab 1975 eine (volle) Professur für Politikwissenschaft inne. 1980 wechselte sie an die University of Illinois am Standort Urbana-Champaign.
Ihre Forschungsschwerpunkte lagen bei den Internationalen Beziehungen und der mathematischen Politikmodellierung. An der University of Illinois war sie Gründungsdirektorin des Merriam Laboratory for Analytic Political Research.
Für die Jahre 1980/81 übernahm sie als erste Frau die Präsidentschaft der International Studies Association (ISA). 1990 amtierte sie zudem als Präsidentin der Peace Science Society (International).
Sie war unter anderem von 1982 bis 1985 Herausgeberin der Fachzeitschrift American Political Science Review.

## Schriften (Auswahl)
- Herausgeberin mit John V. Gillespie: Mathematical systems in international relations research. Praeger, New York 1977, ISBN 0-275-55620-4.
- Herausgeberin mit John V. Gillespie: Mathematical models in international relations. Praeger, New York 1976, ISBN 0-275-55870-3.
- Contemporary research in international relations. A perspective and a critical appraisal. Free Press, New York 1976, ISBN 0-02-935730-6.
- Herausgeberin mit Francis W. Hoole: Quantitative international politics. An appraisal.  Praeger, New York 1976, ISBN 0-275-55650-6.